# Caroline Graham Hansen
Caroline Graham Hansen, född 18 februari 1995, är en norsk fotbollsspelare som representerar klubben FC Barcelona. Hansen har tidigare spelat i Stabæk IF i Toppserien, Tyresö FF och Wolfsburg.

## Klubbkarriär
I maj 2019 värvades Hansen av FC Barcelona, där hon skrev på ett tvåårskontrakt.

## Landslagskarriär
I november 2011 gjorde hon sin landslagsdebut. I juni 2012 gjorde Graham Hansen sitt första seniorlandslagsmål i 11–0-matchen mot Bulgarien. Hon var en del av det norska landslag som spelade VM i Frankrike år 2019.